# アリス・プラン

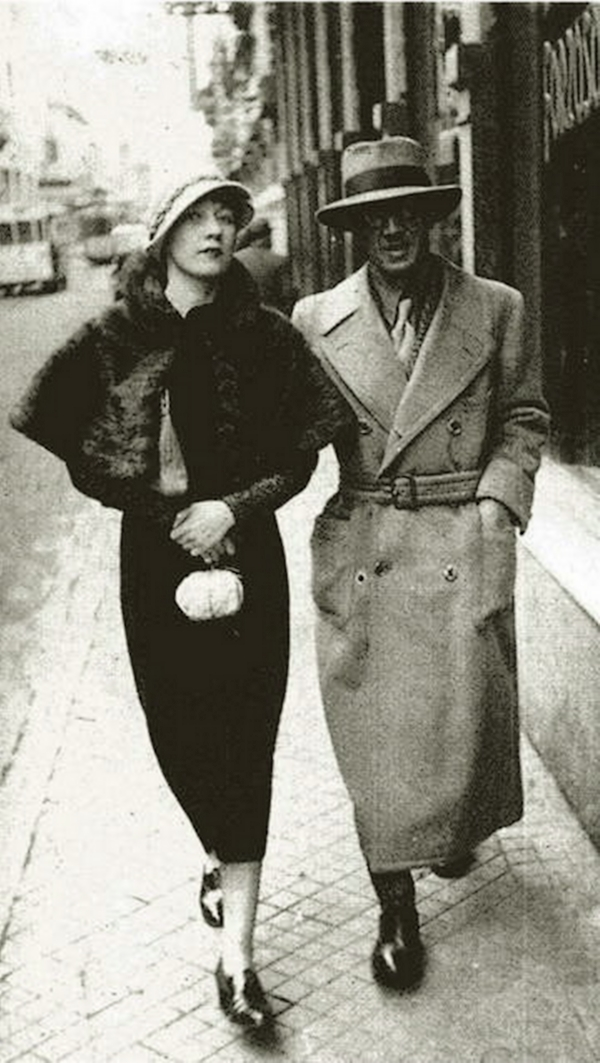
藤田嗣治とモンパルナスを歩くアリス・プラン(キキ)

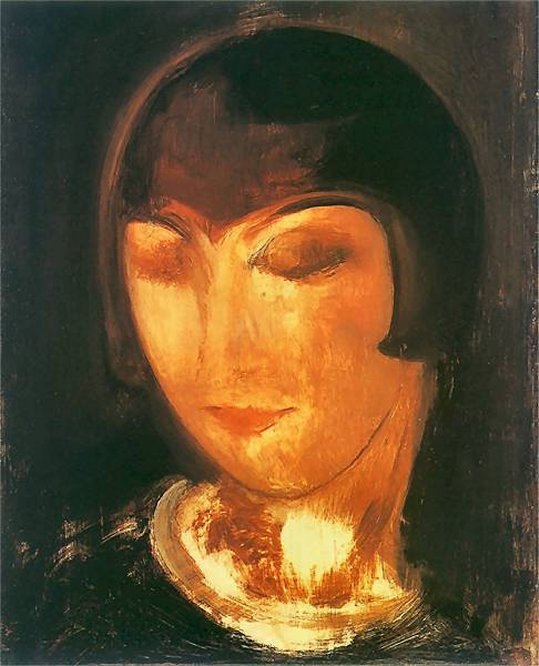
アリス・プラン（Gustaw Gwozdecki画）

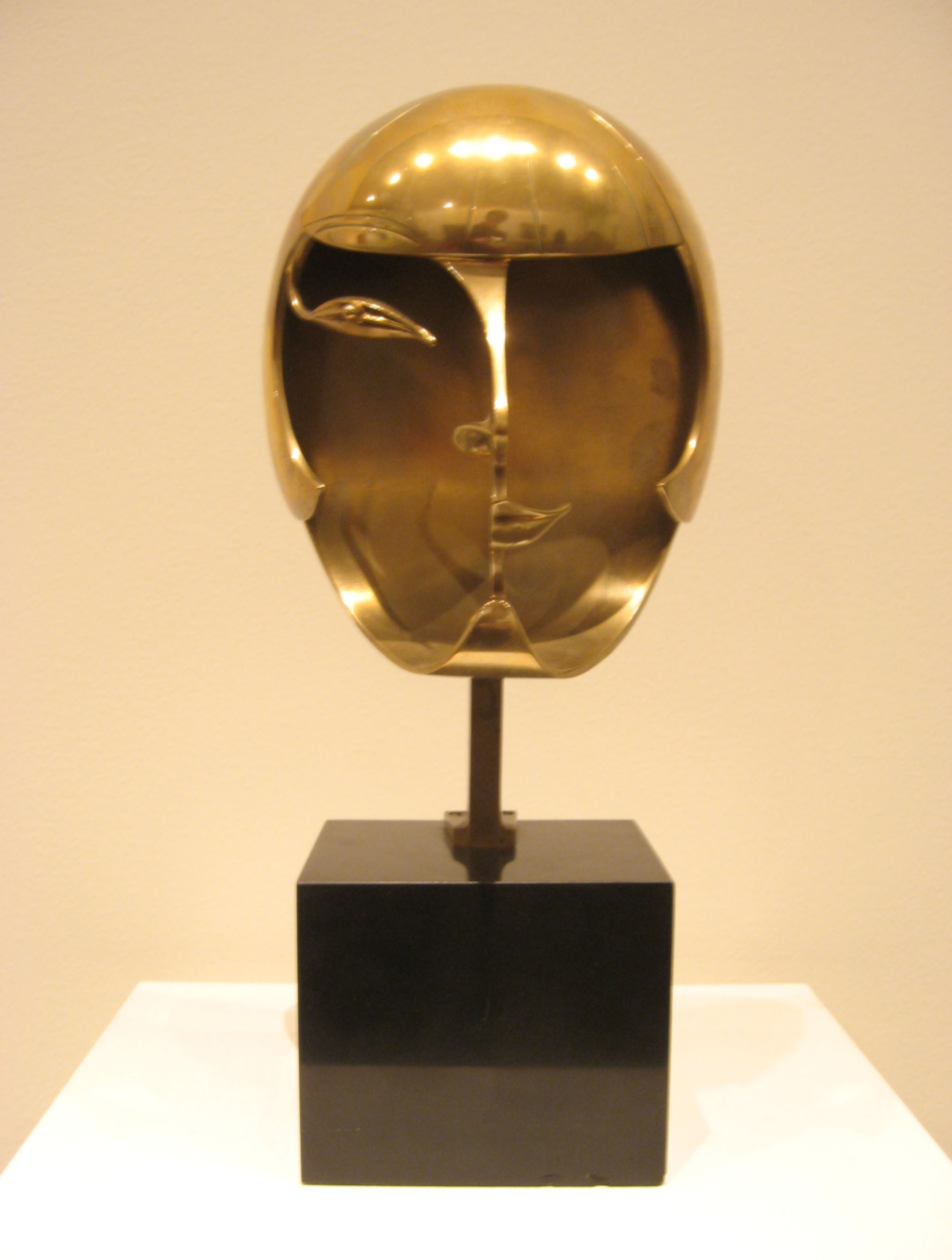
『モンパルナスのキキ』、パブロ・ガルガッロ

アリス・プラン（Alice Prin、1901年10月2日 - 1953年4月29日）は、「モンパルナスのキキ」として伝説となったフランス人女性。カフェ（ナイトクラブ）の歌手・女優・モデル・画家。

## 生涯
フランスはブルゴーニュ地方コート=ドール県・シャティヨン=シュル=セーヌに生まれる。他の姉妹と同様に私生児であり、母がパリへ出稼ぎに出ていたために自らは祖母の家で育てられた。12歳の時に教育のためにパリへ送られ、読み勘定ができるようになってすぐに学校をやめた。13歳の頃から母と2人で仮綴じ工の見習・兵隊靴の修理、兵器工場の下働きなどで最底辺の生活をしていた。
14歳の時にパン屋へ女中に出されたがすぐに辞め、ある彫刻家のモデルとなった。以後、第一次世界大戦中はパリの画家・彫刻家の住居を転々と渡り歩きながら過ごす。1918年にある画家と所帯を持ち、モイズ・キスリングや藤田嗣治、写真家のマン・レイのモデルを始める。モンパルナスに新しくできたナイトクラブ「ル・ジョッケー」で歌手・女優として、劇場、映画界、作家や画家の名士たちに評判となる。雑誌『パリ=モンパルナス』の発行者、アンリ・ブロッカの愛人となってパリの画廊で個展を開き、画家としてのデビューも果たす。
歌手としての成功もつかの間、1925年にドサ回りをしていたヴィルフランシュで警官を負傷させたために裁判となったが、放免される。仕事はまったく振るわずパリの場末のナイト・クラブで唄を歌い、メーヌ通りのクリーニング屋に勤めている姿を発見されている。1942年、反ナチス運動のビラを配り、ゲシュタポに逮捕される危険を逃れるために故郷のブルゴーニュへ帰る。フランス解放により1945年にはパリへ戻るが、麻薬の密売で逮捕され、執行猶予付きで懲役2か月・罰金300フランの判決を受けた。水腫に冒され、内出血のために死ぬ。
モーリス・ユトリロ、アメデオ・モディリアーニ、シャイム・スーティン、モイズ・キスリング、藤田嗣治のモデルでもある。マン・レイとの愛人関係は1930年まで続き、その間に彼の製作した映画3本に出演した。「モンパルナスのキキ」の賛美者である作家として、ロベール・デスノスなどがいる。